# Копарски залив
45° 33′ 49″ N 13° 42′ 38″ E / 45.56361° С; 13.71056° И
Копарски залив (словен. Koprski zaliv) је 18 км² велики залив на северном делу Јаранског мора, део Тршћанског залива, оивичен са северне стране Дебелим ртичем а са јужне Ртом Мадона. Копарски залив у потпуности припада Словенији. На његовој обали налазе се градови: Анкаран, Копар и Изола. У залив се улива река  Рижана. 
До 1785, Копар је био на  малом острву у Тршћанском заливу. Због насипања залива да се острво споји са копном, површина Копарског залива је смањена за приближно 4 км².